# Erfurt

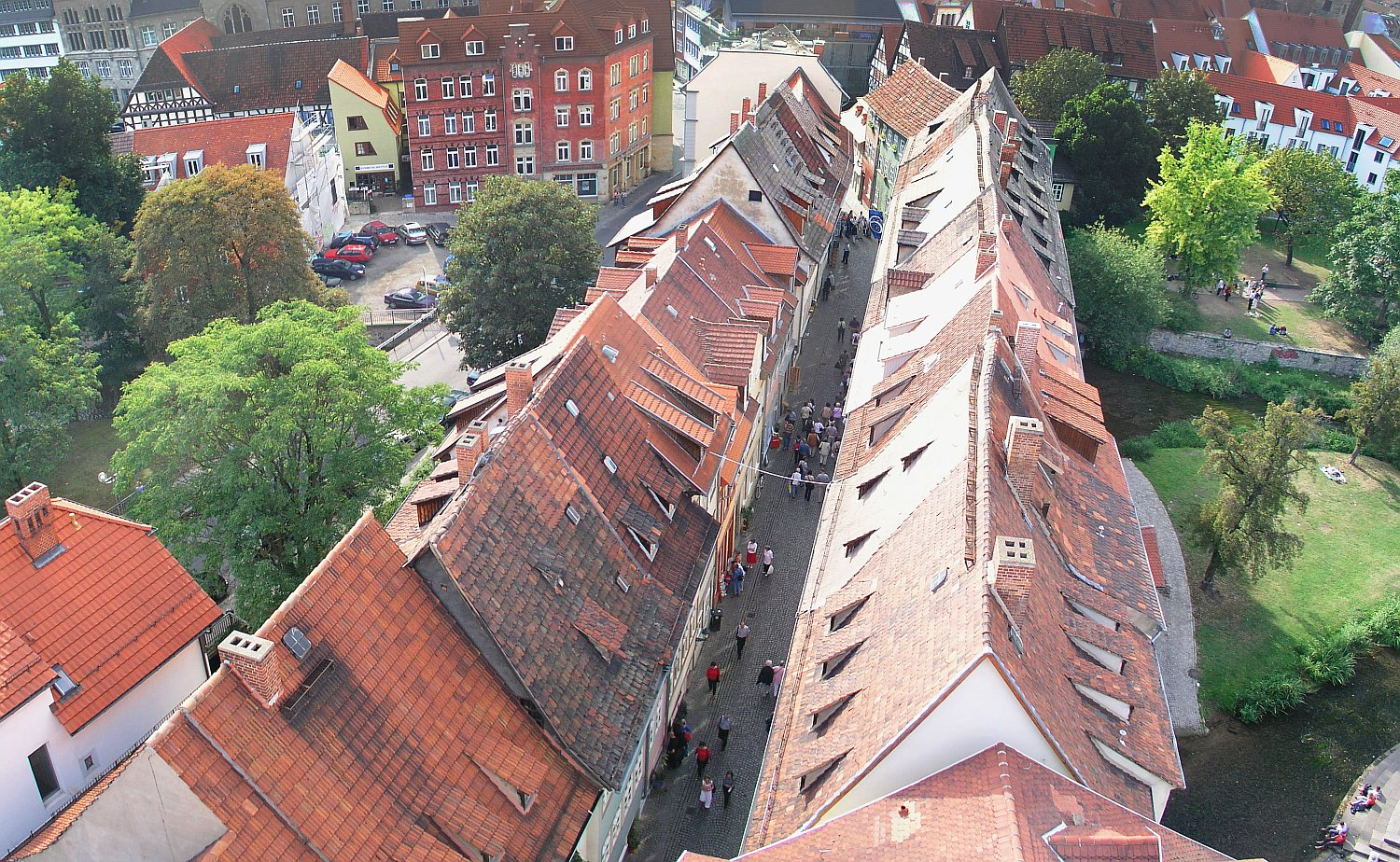
Krämerbrücke (Kramářský most) z věže kostela

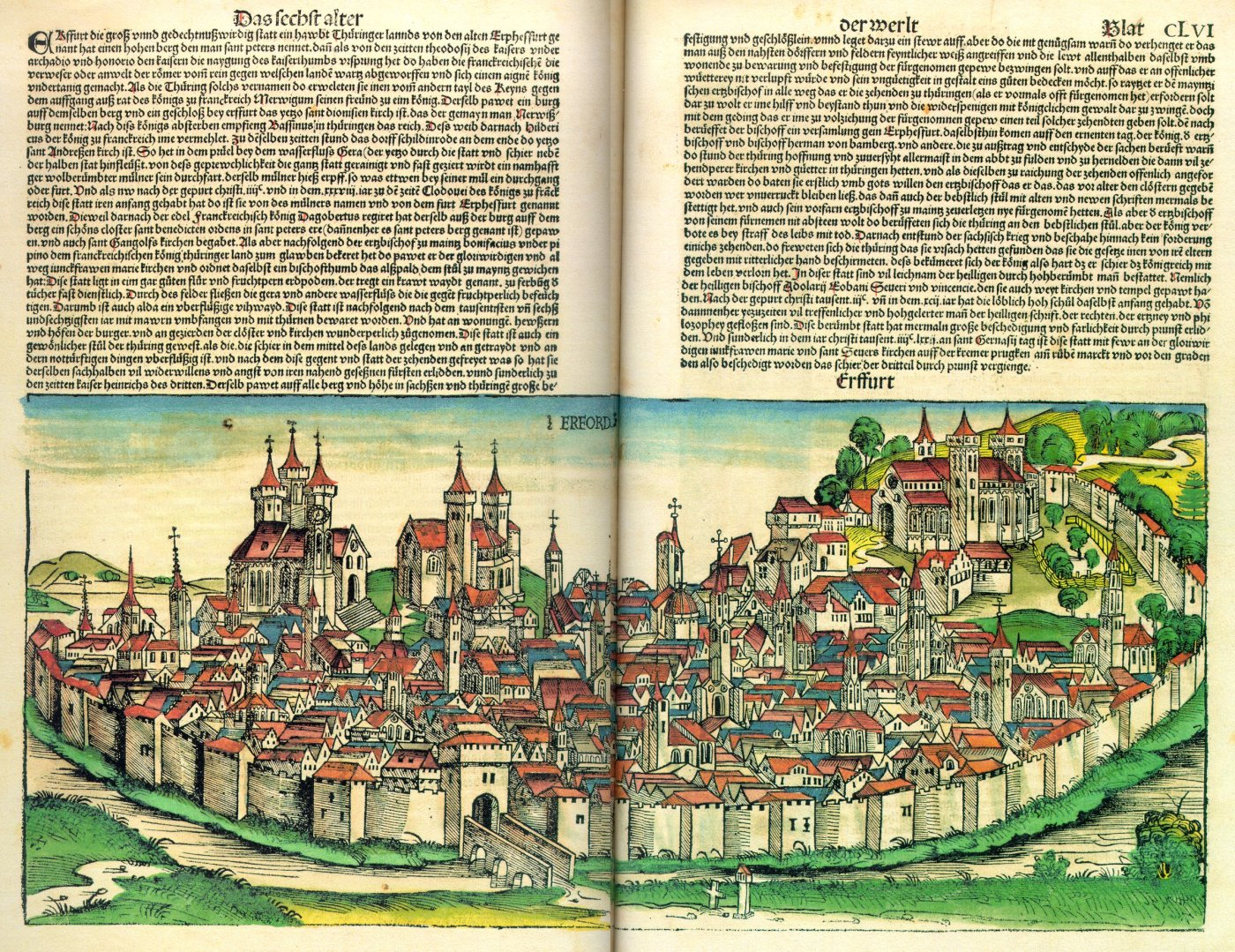
Pohled na Erfurt (Schedelova kronika, 1493)

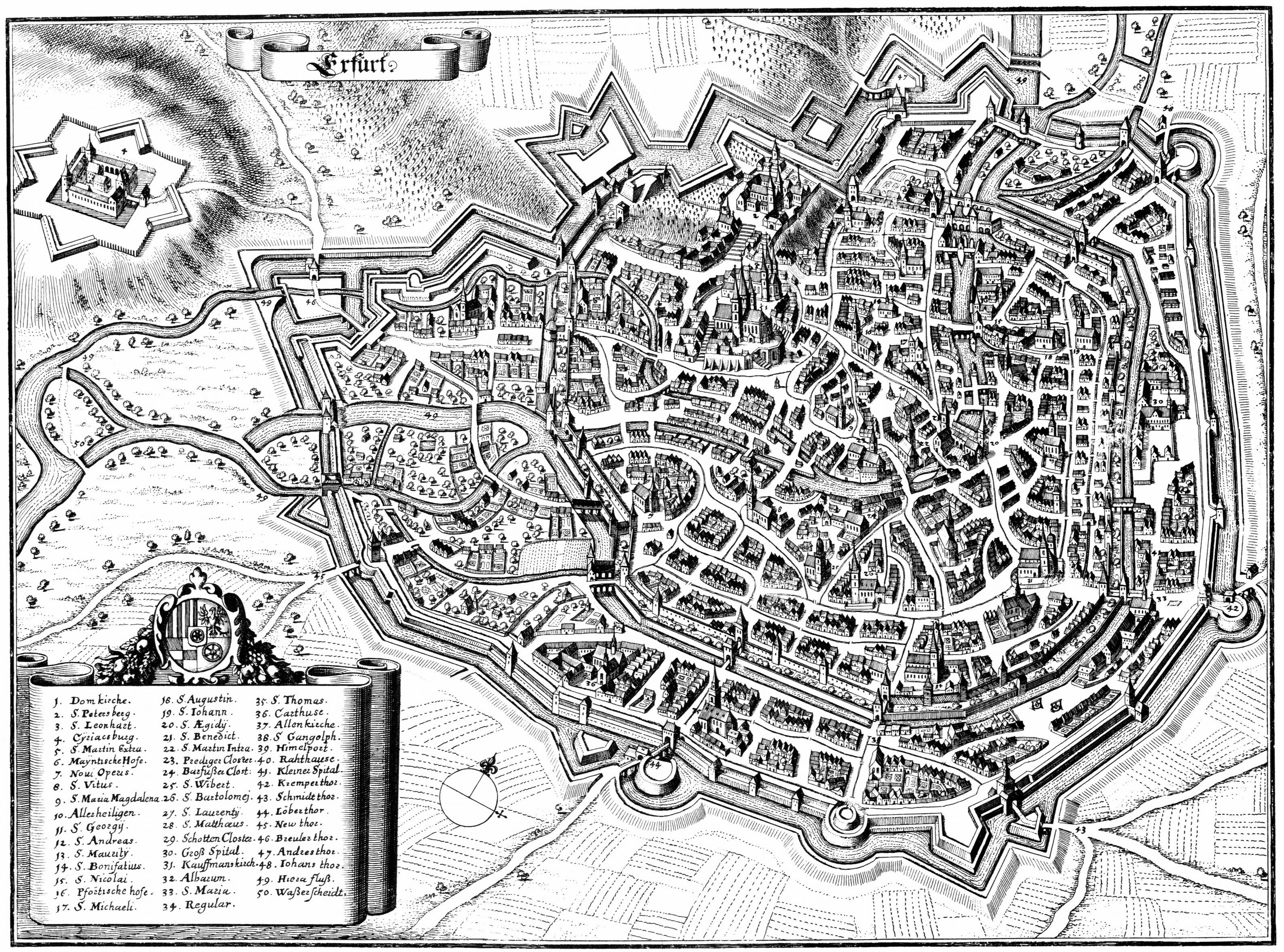
Plán Erfurtu (M. Merian 1650)

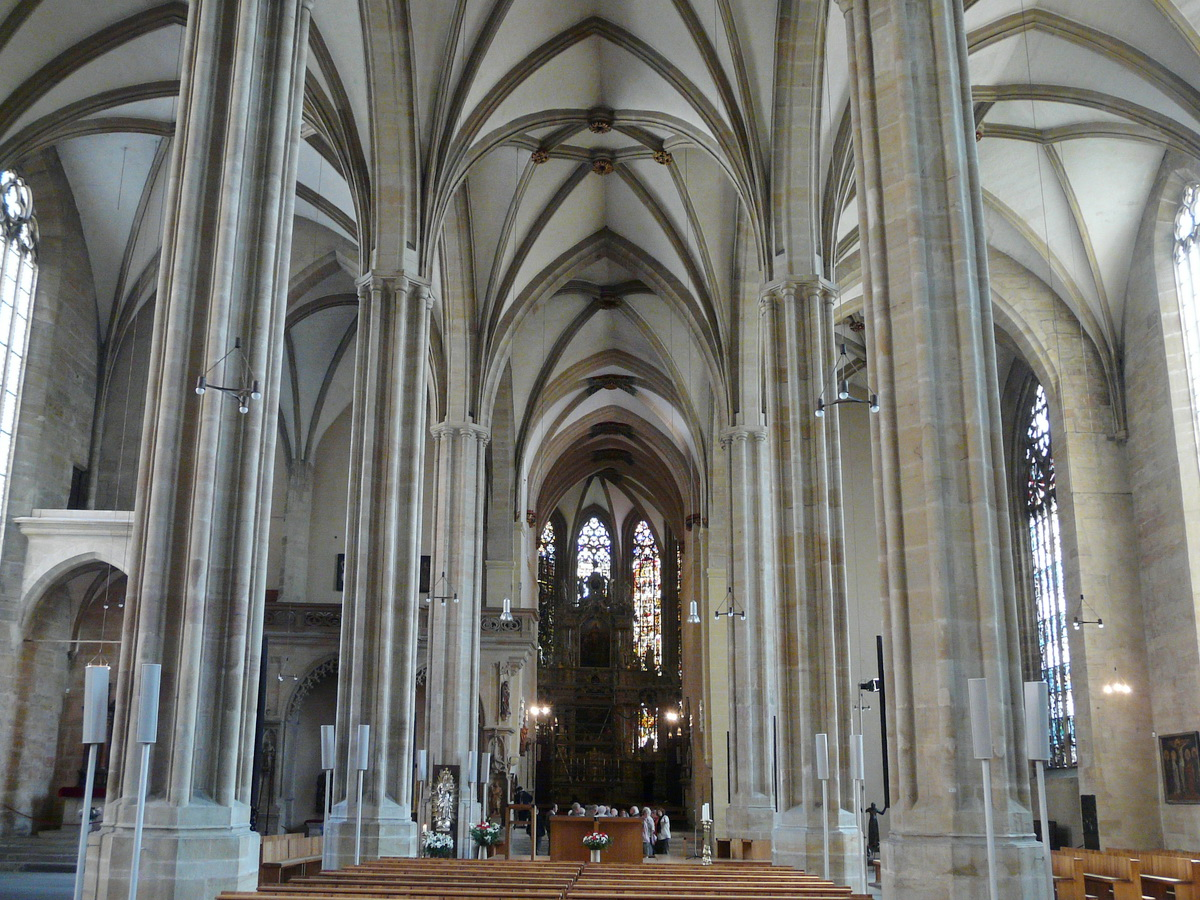
Dóm Panny Marie, vnitřek

Erfurt je hlavní a největší město německého spolkového státu Durynsko. Město s bohatou historií a památkami, s univerzitou a významnými institucemi leží na řece Gera, 100 km jihozápadně od Lipska, 113 km východně od Kasselu a 180 km jihovýchodně od Hannoveru. Žije zde přibližně 215 tisíc obyvatel.
Poprvé se připomíná roku 742 a na univerzitě, založené roku 1392, studoval Martin Luther. Mezi hlavní turistické cíle patří zahradnická výstava EGA, Erfurtský veletrh, středověká katedrála, Krämerbrücke a celé historické centrum s 25 kostely. V roce 2023 byly na seznam světového kulturního dědictví UNESCO zařazeny 3 židovské stavby ve městě - Stará synagoga, mikve a Kamenný dům. Erfurt je významný železniční uzel a má vlastní letiště.

## Historie
Archeologické nálezy dokládají osídlení od paleolitu, někdy v 5. století se zde vytvořil germánský kmen Durynků (Thuringi), který dal kraji jméno. Erfurt se poprvé připomíná k roku 742, kdy zde svatý Bonifác založil biskupství. Roku 805 zde Karel Veliký založil tržiště a vznikla královská falc. Roku 1094 začala stavba synagogy, která je dnes nejstarší v Evropě, ale roku 1454 byli Židé z města vyhnáni a mohli se znovu usídlovat až v 19. století.
Od 13. století se začal v okolí pěstovat boryt barvířský jako náhrada indiga a Erfurt se stal jeho hlavním tržištěm, od roku 1331 s císařským privilegiem. V téže době vzniklo v Erfurtu studium generale a roku 1392 byla založena univerzita, kde roku 1505 získal Martin Luther hodnost magistra. Ve stejné době zde žil a vyučoval medicínu lékař, významný mecenáš a humanista Georg Sturz,(zakladatel stejnojmenného rodu, žijícího dodnes v Rakousku a ČR). Roku 1577 se městská rada přihlásila k protestantskému vyznání a roku 1618 jí mohučský arcibiskup potvrdil svobodu vyznání. Za třicetileté války město dvakrát obsadili a vyloupili Švédové a roku 1664 vojsko mohučského arcibiskupa, takže město ztratilo svoji nezávislost. Roku 1683 obyvatelstvo decimoval mor.
Roku 1802 připadl Erfurt Prusku a v letech 1806–1814 zřídil Napoleon Erfurtské knížectví, ale roku 1814 připadlo město znovu Prusku. Koncem 19. století se Erfurt stal významným průmyslovým střediskem, stále se však rozvíjelo i pěstování květin a semenářství. Počet obyvatel překročil roku 1906 sto tisíc a rozvoj města přerušila až hospodářská krize roku 1929. Roku 1933 převzali vládu ve městě nacisté, usadili zde velkou vojenskou posádku a po vypálení Velké synagogy bylo asi 800 židovských občanů odvlečeno do koncentračních táborů.
Za druhé světové války postihlo Erfurt 27 velkých náletů, při nichž zahynulo přes 1600 civilistů, 23 tisíc se octlo bez přístřeší, 530 budov bylo zničeno a přes 2500 poškozeno, včetně mnoha historických památek. 12. dubna 1945 město obsadila 3. americká armáda a od 3. července přešlo do sovětské okupační zóny. Koncem 60. let byly zbořeny historické čtvrti na východě města, kde vyrostlo velké sídliště. Roku 1970 se spolkový kancléř Willy Brandt v Erfurtu poprvé setkal se svým východoněmeckým protějškem Willi Stophem.
Po demonstracích 1989 se roku 1991 Erfurt znovu stal hlavním městem Durynska, 1994 byla obnovena univerzita i katolické biskupství a město bylo postupně opraveno. 26. dubna 2002 zde student místního gymnázia Robert Steinhäuser zabil 13 učitelů, 2 studenty, policistu a nakonec sám sebe.

## Doprava
Erfurt je připojen na železnici od roku 1847 a hlavní nádraží je důležitý železniční uzel s asi 35 tisíci cestujícími denně. Leží na tratích ICE Lipsko – Frankfurt nad Mohanem a Berlín – Mnichov, kde se buduje nové rychlostní spojení. Kvůli tomu bylo nádraží v letech 2002–2008 rozsáhle modernizováno. Kromě toho odsud vede několik místních tratí.
Silniční dopravu zajišťují dálnice A 4 (Frankfurt – Drážďany) a A 71 (Sangershausen – Schweinfurt), které se jihozápadně od města křižují. Objezd města (Erfurter Ring) doplňuje východní tangenta. Město dále obepíná městský okruh (Erfurter Stadtring) a okruh J. Gagarina (Juri-Gagarin-Ring), založené už koncem 19. století na místě bývalých vnějších a vnitřních hradeb.
Městskou dopravu zajišťuje šest tramvajových linek v celkové délce 87,2 km a asi 20 autobusových linek, většinou na okraji města. Tramvajová doprava byla zahájena roku 1887 s koňským potahem, v letech 1997–2007 byla výrazně rozšířena. Provoz zajišťují většinou nízkopodlažní vozy, přes den s intervalem 10 minut. Večer a v noci se tramvaje v centru setkávají, aby se usnadnil přestup. Trolejbusová doprava i pokusná trať S-Bahn byly zrušeny.
Letiště Erfurt-Weimar leží na západě města a odbavuje většinou charterové lety.

## Sport
- FC Rot-Weiß Erfurt – fotbalový klub[4][5]

## Památky
- Kramářský most (Krämerbrücke) je 120 metrů dlouhý středověký kamenný most přes říčku Gera, po obou stranách lemovaný 32 domy.
- Množství historických, zčásti hrázděných měšťanských domů a paláců.
- Dóm Panny Marie je gotická trojlodní hala s kryptou a třemi věžemi, která slouží jako katolická katedrála. Na místě starších staveb vznikla ve 12. století románská basilika, ve 14. a 15. století přestavěná. Slavný bronzový svícen Wolfram i malá sedící Madona pocházejí z 9. století, v chóru jsou barevné vitráže ze 14. století.
- Sousední kostel svatého Severa, původně kapitulní, je pětilodní gotická hala se třemi věžemi a malým chórem na místě staršího kostela, dokončená kolem 1480.
- Dominikánský kostel (Predigerkirche) je trojlodní hala z let 1380-1450 na místě staršího kostela z první poloviny 13. století. V bývalém klášteře působil v letech 1274–1310 Mistr Eckhart.
- Františkánský kostel (Barfüsserkirche) je dlouhé, vrcholně gotické trojlodí ze 14. století, silně poškozené roku 1944 a jen částečně obnovené. Slouží dnes jako muzeum, z vnitřního zařízení se zachovala řada vitráží z let kolem 1230 a křídlový oltář z roku 1445.
- Kupecký kostel (Kaufmannskirche) je gotická trojlodní bazilika se dvěma věžemi, stavebně dokončená 1368. V kostele se roku 1668 brali rodiče J. S. Bacha.
- Citadela Petersberg z 18. století.
- Stará synagoga (Die Alte Synagoge) je jednou z nejlépe dochovaných středověkých synagog na světě. Od roku 2023 je společně s nedalekými ruinami mikve a Kamenným domem (Benediktsplatz 1) součástí světového dědictví UNESCO pod souhrnným názvem "Židovsko-středověké dědictví Erfurtu".[6]
- Egapark o rozloze 36 ha je rozsáhlý park na návrší Cyriaksberg na jihozápad od města, kde se konají zahradnické výstavy a jiné kulturní události.

### Galerie

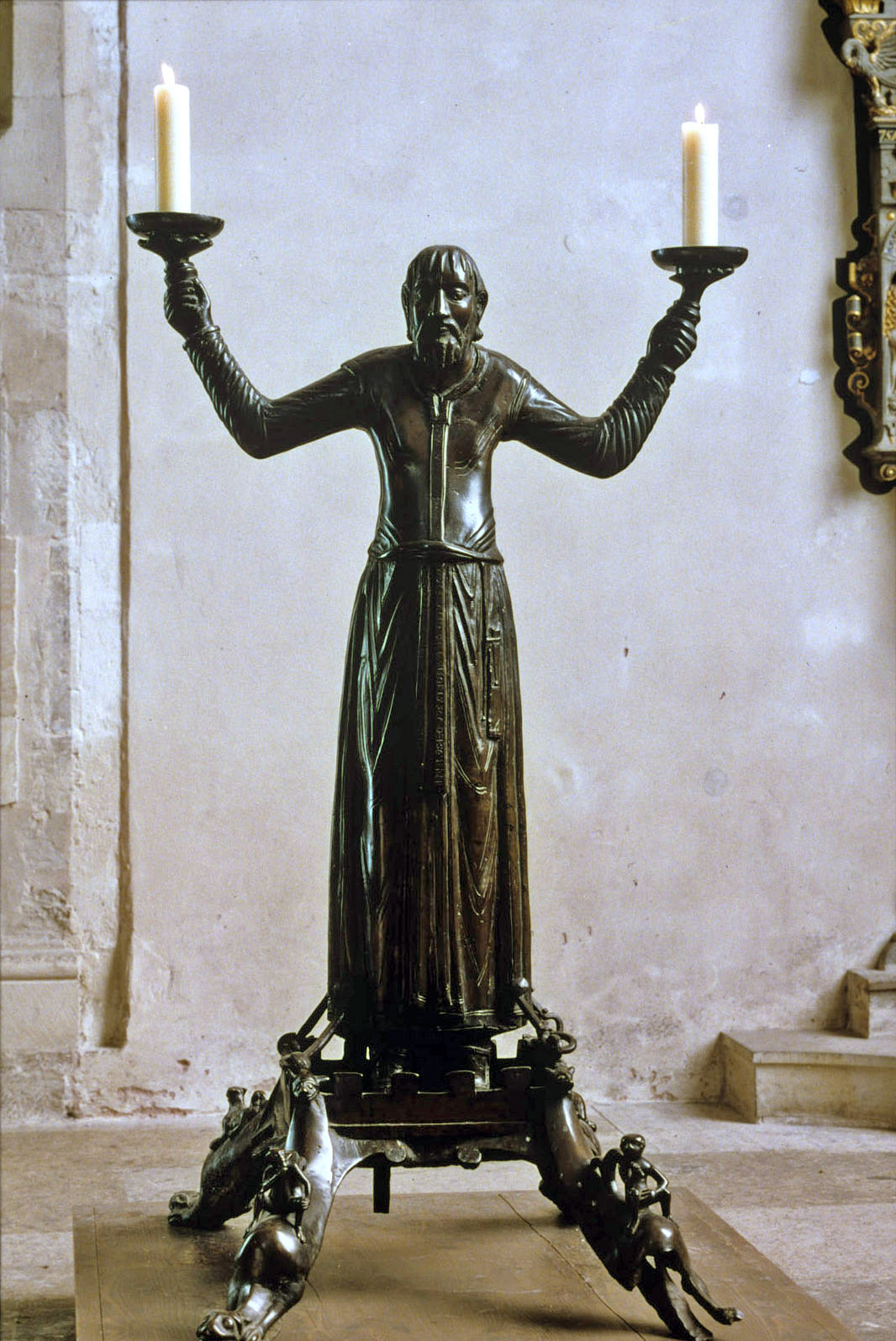
Svícen Wolfram z 9. století
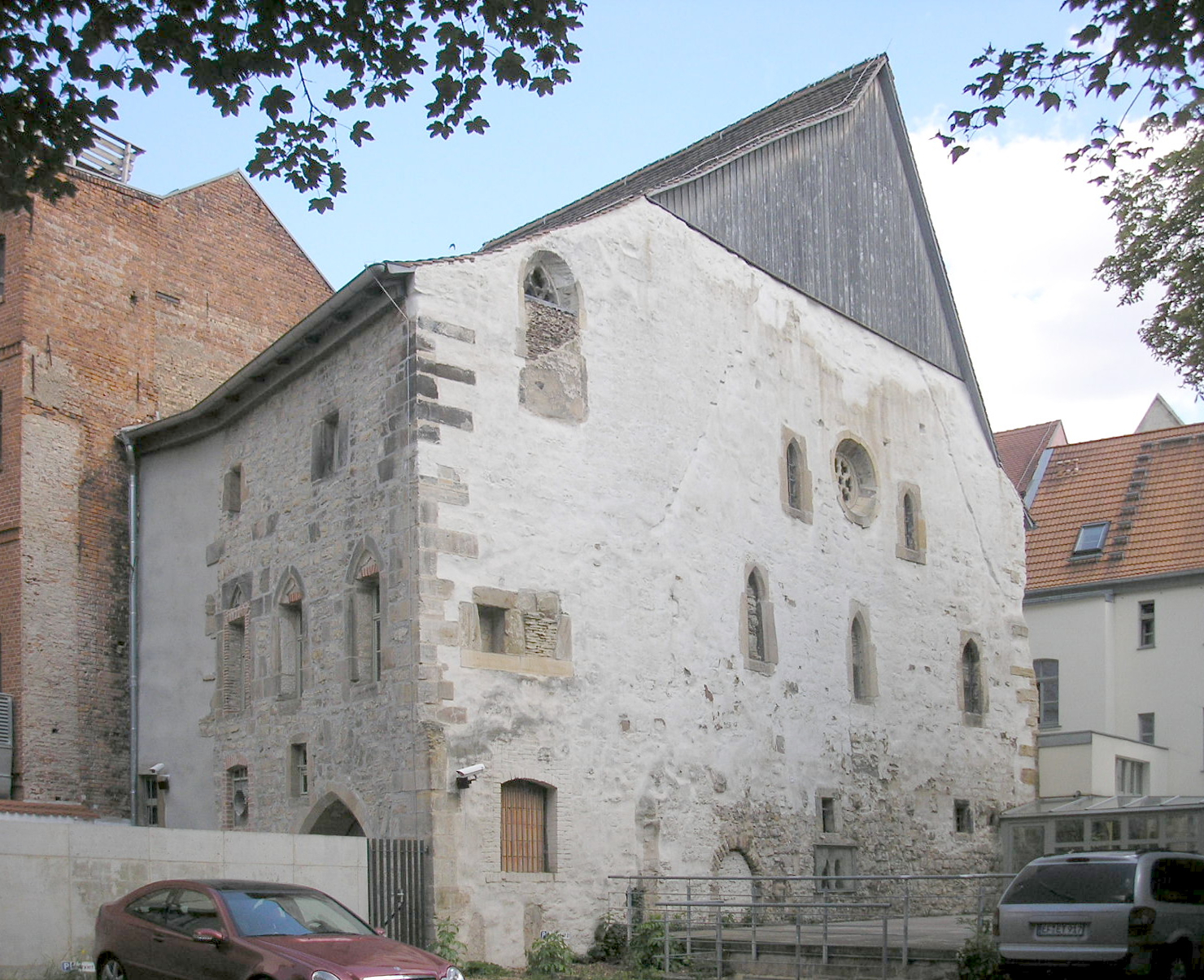
Stará synagoga - památka UNESCO
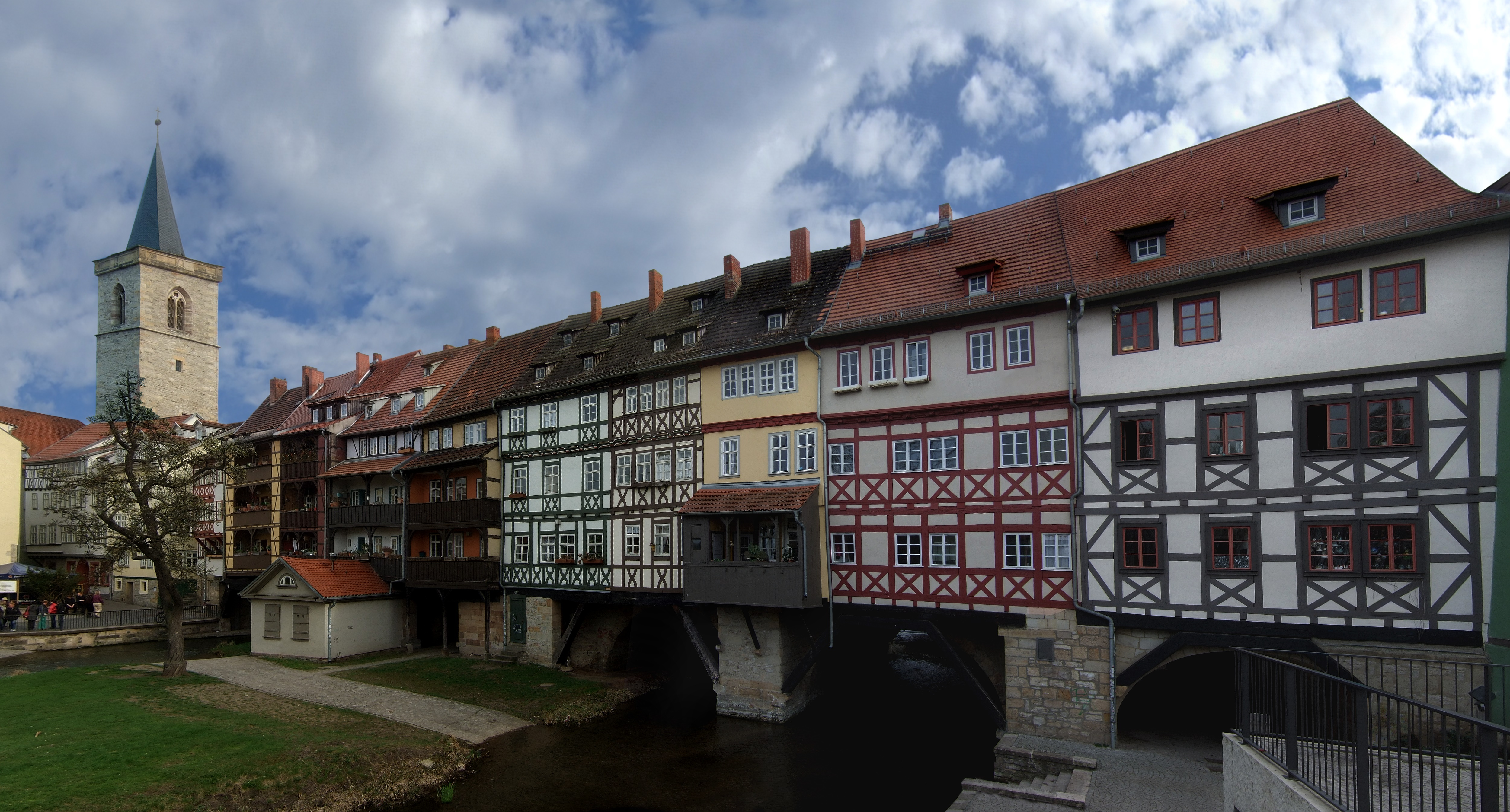
Kramářský most od severu
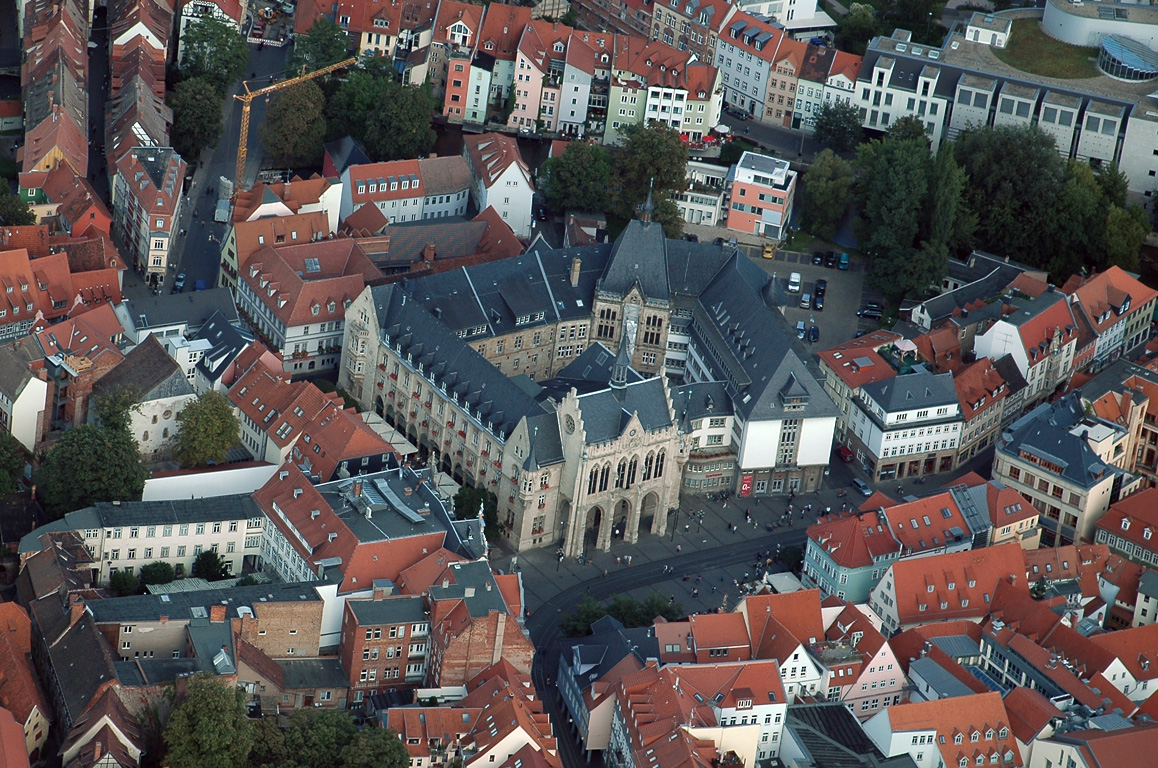
Radnice z letadla

## Osobnosti
- Johann Christoph Bach (1671–1721), hudební skladatel, bratr Johanna Sebastiana Bacha
- Alfred Weber (1868–1958), ekonom, sociolog a filozof
- Max Weber (1864–1920), sociolog a ekonom

## Partnerská města
- Győr, Maďarsko (1971)
- Haifa, Izrael (2000)
- Kališ, Polsko (1982)[7]
- Kati, Mali (2011)[8]
- Lille, Francie (1991)
- Loveč, Bulharsko (1996)
- Mohuč, Německo (1988)
- San Miguel de Tucumán, Argentina (1993)
- Shawnee, Kansas, USA (1993)
- Sü-čou, Čína (2005)
- Vilnius, Litva (1972)